# Наяханский (мыс)
Наяханский — мыс на севере Охотского моря в Гижигинской губе залива Шелихова.

## Топоним
Название мыса происходит от реки Наяхан, впадающей в Гижигинскую губу. Степан Крашенинников упоминает эту реку в середине XVIII века в написании Наеху. Эвенское название — Найакан — «маленький шест» от най — «шест» + уменьшительный суффикс -кан.

## География
Расположен на севере Гижигинской губы в Наяханской губе. Находится на западном берегу устья реки Наяхан напротив мыса Островной на восточном берегу. В северной части мыса расположена коса Наяханская Кушка.
На мысе находится метеостанция «Наяхан», юго-западнее неё на берегу — безымянная вершина высотой 78 метров, далее расположена бухта Крутая с устьем одноимённой реки и мыс Сульфидный.
Средняя величина прилива у мыса — 5 метров, наибольшая глубина у берега — 3 метра.